# 심군리
망채정헌후 심군리(望蔡貞憲侯 沈君理, 525년 ~ 573년 10월 31일)는 남북조 시대 진나라의 관료이자 외척으로, 자는 중륜(仲倫)이며, 오흥군 무강현(武康縣) 사람이다. 초대 황제 진패선(무제)의 사위이자, 마지막 황제 진숙보(후주)의 황후 심무화의 아버지이다.

## 가계
- 조부 : 심승측(沈僧畟) - 좌민상서(左民尚書, 호부상서)
  - 부 : 심순(沈巡) - 동양태수(東陽太守)
  - 장인 : 진나라 초대 황제 무제 진패선(武帝 陳霸先, 503년 ~ 559년)
    - 부인 : 회계목공주 진씨(会稽穆公主 陳氏) - 무제 진패선(武帝 陳霸先)의 딸
      - 딸 : 후주황후 심씨(後主皇后 沈氏) - 본명은 심무화(沈婺華)
      - 사위 : 진나라 제5대 황제이자 마지막 황제 후주 진숙보(後主 陳叔寶, 553년 ~ 604년)
        - 외손자 : 폐태자 오흥왕 진윤(廢太子 吳興王 陳胤, 573년 ~ 618년) - 후주 진숙보(後主 陳叔寶)의 후궁 손희(孫姬) 소생, 심황후(沈皇后)의 양자로 입적

    - 사돈 : 진나라 제4대 황제 효선제 진욱(孝宣帝 陳頊, 530년 ~ 582년)

## 생애
진나라 초대 황제 무제 진패선(武帝 陳霸先, 503년 ~ 559년)의 딸 회계목공주 진씨(会稽穆公主 陳氏)와 혼인하여 부마(駙馬, 황제의 사위)가 되어 영안정후(永安亭侯)에 봉작되었다. 오군태수(呉郡太守)를 거쳐 문제 진천(文帝 陳蒨)이 황제가 되자 시중(侍中)이 되었다. 이후, 좌민상서(左民尚書, 호부상서), 단양윤(丹陽尹, 남경부윤), 동양태수(東陽太守)를 지내고, 폐제 진백종(廢帝 陳伯宗)이 황제에 오르자 형주자사(衡州刺史)를 거쳐 중서령(中書令)이 되었다. 효선제 진욱(孝宣帝 陳頊)이 황제가 되자 태자첨사(太子詹事)를 거쳐 이부상서(吏部尚書)가 되었다.
570년 그의 딸 심무화(沈婺華)가 황태자(皇太子) 진숙보(陳叔寶)와 혼인하여 황태자비(皇太子妃)가 되었고, 심군리(沈君理)는 황태자의 장인으로서 망채현후(望蔡県侯)에 봉작되었다. 572년 시중(侍中)이 되고, 573년 의동대장군(儀同大將軍, 의동삼사)과 상서우복야(尚書右僕射)를 지내고 죽었다. 정헌(貞憲)이라는 시호가 내려졌다. 583년 진숙보(陳叔寶)가 황제에 등극하자 심무화(沈婺華)는 황후(皇后, 후주황후)가 되었고, 심군리(沈君理)는 국구(國舅, 황제의 장인)가 되었다. 심군리는 국구로서 작위 망채현후(望蔡県侯)에 시호 정헌(貞憲)이 더해져 망채정헌후(望蔡貞憲侯)에 봉작되었다.
불교 천태종의 발전에 큰 공헌을 했다.
지자 지의선사는 성이 진씨며, 영천 사람으로 날 때부터 겹눈동자(귀인의 상)였다. 열다섯 살에 장사 땅 부처님에게 가서 출가하겠다고 서원하였는데 염불하는 중 꿈꾸듯 황홀한 가운데 바다에 맞닿은 산이 보였다. 산꼭대기에서 스님 한 분이 손짓하며 부르기를, “너는 여기 살게 될 것이며 여기서 생을 마치게 될 것이다.” 하였는데 깨고 나서 더욱 지극 정성을 드렸다. 열여덟살에 상주 과원사 법서스님에게 귀의하여 출가하였고 구족계를 받게 되었을 때는 이미 율장에 정통하였을 뿐만 아니라 선정도 아울러 닦았다.
당시 무진사람인 혜사선사는 명성이 높고 수행이 깊었는데, 그의 도풍을 멀리 전해듣고는 길가든 사람보다 더 간절하게 만나보고 싶어 했다. 혜사스님이 살던 곳은 당시 진나라와 제나라의 싸움이 한창이었다. 그러나 법을 중히 여기고 목숨을 가볍게 여겨 위험을 무릅쓰고 찾아가니 혜사스님은, 옛날 영산회상에서 함께 법화경을 들었는데 그 인연으로 지금 다시 온 것이라고 하며 보현도량을 보여주고 4안락행을 설하였다.
선사는 밤낮으로 고행하면서 가르침대로 마음을 갈고 닦았다. 이때 법을 구하는 마음은 불탔으나 살림살이는 가난하여 잣나무를 끊어 향을 대신하고 주렴을 걷어올려 달빛을 받았다. 달이 지면 소나무 잣나무에 불을 붙여 밝혔으며 그것도 떨어지면 밤나무로 이어갔다. 그렇게 열나흘이 지나 『법화경』을 외우다가 약왕품에서 “모든 부처가 함께 칭찬하되 이야말로 참된 정진이요, 이야말로 참된 법이니 이것을 여래께 공양드리는 길이라 한다”한 구절에서 심신이 툭 트였다. 계속 정에 들어 고요한 가운데 관조해 보니 마치 높이 뜬 해가 깊숙한 골짜기를 비추듯 법화를 깨닫고 맑은 바람이 허공에 노닐 듯 모든 법상을 통달했다. 그리하여 체험한 것을 혜사선사께 아뢰니 혜사선자는 다시 자기가 깨달은 바와 스승에게 전해받은 것을 말해주고 나흘밤을 정진케 하였는데, 그때 정진한 공은 백년 정진한 것보다 나았다. 혜사선사는 이렇게 감탄하였다. “그대가 아니면 증득할 수 없고 내가 아니면 알아볼 수도 없을 것이다. 그대가 들었던 정은 법화삼매 전에 나타나는 방편이며, 나타나 지속된 것은 법화의 선다라니(가유를 돌려 공으로 들어가는 대지혜로서 법화 6즉위 중 제5위)이다. 설령 문자법사 천만 명이 그대의 논변을 따르려 해도 안 될 것이니 설법하는 사람 중에 그대가 제일이다.”
그 후 의동대장군(儀同大將軍)인 심군리(沈君理)의 청으로 와관사에 주지하였는데 얼마 안 되어 사임하며 문도를 심군리에게 보내 말하였다. “제가 예전 남악선사 회상에 있다가 처음 강동으로 건너왔을 때 법의 거울은 더욱 맑았고 마음 거문고는 자주 울렸습니다. 제가 처음 와관사에 왔을 때 40명이 함께 좌선하여 20여 명이 법을 얻었고 다음 해에는 백여 명이 좌선하여 20명이 법을 얻었으며, 그 다음해는 2백명이 좌선하여 10명이 법을 얻었습니다. 그후 대중은 점점 많아졌으나 법을 얻는 사람은 점점 적어졌고 도리어 제 수행에 방해만 되니 제 수행력을 알만 합니다. 천태산에 관한 기록에 보면 선궁이라는 곳이 있다고 들었는데 이제 그 산에서 인연을 쉬며 봉우리를 쪼아먹고 개울물을 마시면서 평생의 원을 펼쳐볼까 합니다.”
진나라 태건 7년(575) 가을, 천태산에 들어가니 노승 한 분이 길을 인도하며 말하였다. “스님께서 절을 지으려 하신다면 산 밑에 터가 있으니 그것을 기꺼이 스님께 드리겠습니다.” “지금 같은 시절에는 초막도 꾸미기 어려운데 하물며 절을 짓겠는가?” “지금은 때가 아니나 삼국이 통일되면 세력있는 사람이 여기에 절을 세울 것입니다. 절이 다 지어지면 나라도 맑아질 것이니 절 이름을 국청사라 불러야 할 것입니다.”
그때 천태산에 정광선사란 분이 있었는데 보통사람이 아니었다. 산에 산 지 30여 년에 자신을 감추고 도를 밝혀, 그와 어울리기는 쉬웠으나 그를 알아보기는 힘들었다. 그러나 그가 예언한 일은 모두 들어맞았다. 지자선사는 그날 저녁 정광선사의 초막에 묵게 되었는데 정광선사가 말하기를, “예전에 손짓하며 부르던 일이 기억나느냐?” 하기에 그가 사는 곳을 보니 영락없이 전에 꿈에서 본 산과 같았다.
수양제가 사람을 보내 스님을 석성으로 오게 하였으나 이렇게 말하였다. “나는 내 명이 여기에 있는 줄을 안다. 그렇기 때문에 앞으로 나아갈 것도 없이 도끼를 주워들고 오늘 인연줄을 끊어버리겠다.” 그리고는 무량수 염하는 소리를 들으며 말하였다. “정토를 장엄하는 아미타불의 48원과 꽃 연못 보배나무에 머물기는 쉬우나 사람이 없다. 지옥의 불덩이 수레를 눈앞에 보고 참회할 수 있는 사람이면 그래도 극락에 가서 날 수 있는데 하물며 계율과 지혜를 닦는 사람이겠는가. 그들은 늘 도를 닦아온 수행력이 있으므로 결실이 헛되지 않으며 부처님의 음성과 모습은 진실로 사람을 속이지 않는다.”
이때 지랑스님이 청하였다. “선사께서는 어느 지위에 이르셨으며, 이렇게 세상을 떠나시면 어디에 가서 나십니까? 또 저희들은 누구를 종사로 삼아야 합니까?”
“내가 대중을 거느리지 않았다면 반드시 6근 청정위(원교의 6즉의 계위 중 상사즉이에 해당하며, 눈ㆍ코ㆍ귀 등의 6근이 청정함을 얻는 지위)를 얻었을 것이나 남을 위하느라 내가 손해를 보아 5품위에 머물렀다. 그대가 어느 곳에 나느냐고 물었는데 나의 모든 스승과 도반들이 관음보살을 시종하고 있으니 그들이 와서 나를 맞아갈 것이다. 누구를 종사로 삼아야 하느냐고 물었는데, 듣지 못했는가? ‘계율이 그대의 스승이며 4종삼매가 그대들의 밝은 길잡이니 그대들의 무거운 짐을 버리게 하고 3독을 없애줄 것이다. 또한 4대를 다스리고 업의 결박을 풀어주며 마군을 부수고 선미를 맛보게 하며 아만의 깃발을 꺾고 삿된 길을 멀리하게 할 것이다. 또한 그대들을 무위의 구렁텅이[無爲阬]에서 벗어나게 할 것이며 비탄의 장애[大非難]에서 떠나게 할 것이다.’하였으니, 오직 이 큰 스승을 의지해야 할 것이다. 나와 그대들은 법으로 만나 법으로 친해졌고 불법의 등불을 전하고 익혔으니 그렇게 해서 권속이 되었다. 그렇지 않은 자가 있다면 그는 우리 문도가 안이다.”
말을 마치자 선정에 든 듯하였다.— 인천보감 - 23. 지자 지의대사의 행적

## 같이 보기
| - 진나라 - 무제 진패선 - 후주 진숙보 - 후주황후 - 효선제 진욱 - 문제 진천 - 폐제 진백종 - 천태종 - 천태대사 지의 | - 심흠 - 심각 - 심경지 - 심문숙 - 심문계 - 심문화 - 심소략 - 심약 |

## 참고 자료
- 진서
- 남사
- 자치통감
- 《인천보감》